# Partizani Tirana (piłka siatkowa)
Partizani Tirana (znany także jako Partizani Volley) – albański zespół siatkarski, który powstał w ramach klubu sportowego Partizani (alb. Klubi Sportiv Partizani), założonego w 1946 roku. W swojej historii siedemnaście razy zdobył mistrzostwo Albanii i piętnaście razy krajowy puchar.
Wielokrotnie uczestniczył w europejskich pucharach. Największy sukces odniósł w sezonie 1973/1974, kiedy awansował do półfinałowej rundy Pucharu Europy. W tej fazie jednak nie wystąpił, ponieważ odmówił gry z CSKA Moskwa.
Głównym obiektem, w którym rozgrywa swoje mecze domowe, jest Pałac Sportu „Asllan Rusi” (alb. Pallati i sportit „Asllan Rusi”).

## Historia
KS Partizani został założony w 1946 roku. Niedługo po powstaniu piłkarskiego klubu utworzono również sekcję siatkarską. W latach 50. i na początku lat 60. Partizani zdominował rozgrywki o mistrzostwo Albanii. Po raz pierwszy sięgnął po tytuł w 1950 roku, a następnie zdobywał mistrzostwo czterokrotnie z rzędu w latach 1952–1955 oraz pięciokrotnie z rzędu w latach 1958–1962. W tym okresie trzykrotnie wywalczył także krajowy puchar (1954, 1960, 1963).
W ciągu trzech kolejnych dekad najlepszą albańską drużyną było Dinamo Tirana, które w latach 1964-1991 aż 22 razy zostało mistrzem Albanii. Partizani jednak utrzymał się w czołówce albańskiej siatkówki, zdobywając trzy kolejne tytuły mistrzowskie (1973, 1976, 1981) oraz sześć krajowych pucharów (1971, 1974, 1977, 1982, 1993, 1994).
W sezonie 1960/1961 Partizani zadebiutował w Pucharze Europy. W I rundzie wyeliminował austriacki zespół SC ÖMV Blau-Gelb Wien. W 1/8 finału miał zmierzyć się z drużyną Stade Français. Klub ten nie pojawił się w Tiranie, wobec czego sędzia przyznał walkower na korzyść Partizani. Stade Français odwołał się do Międzynarodowej Federacji Piłki Siatkowej (FIVB), która zdecydowała, że mecz zostanie rozegrany na neutralnym terenie – w Bukareszcie. Partizani odmówił, w wyniku czego został zdyskwalifikowany przez FIVB.
Partizani największy sukces w europejskich pucharach osiągnął w sezonie 1973/1974, kiedy w Pucharze Europy dotarł do rundy półfinałowej. W I rundzie dwukrotnie pokonał turecki zespół İETT. W 1/8 finału w domowym meczu zwyciężył z Ruini Firenze 3:1, natomiast w rewanżu przegrał 2:3. Dzięki lepszemu bilansowi awansował do rundy półfinałowej, w której miał zmierzyć się z CSKA Moskwa, CSKA Sofia i SC Leipzig. Ze względu na napięte relacje między Albanią a Związkiem Radzieckim Partizani odmówił gry z CSKA Moskwa. W konsekwencji został zdyskwalifikowany, a jego miejsce zajęła drużyna Ruini Firenze.
W drugiej połowie lat 90. doszło do zapaści siatkarskiej sekcji. Ponownie do czołówki albańskiej siatkówki Partizani powrócił w drugiej dekadzie XXI wieku. W 2016 roku zespół objął Ylli Tomorri. Od tego czasu drużyna zdobyła cztery mistrzostwa Albanii (2019, 2021, 2024, 2025) oraz sześć krajowych pucharów (2017, 2018, 2020, 2021, 2024, 2025).

## Osiągnięcia
- Mistrzostwo Albanii: 1950, 1952, 1953, 1954, 1955, 1958, 1959, 1960, 1961, 1962, 1973, 1976, 1981, 2019, 2021, 2024, 2025
- Puchar Albanii: 1954, 1960, 1963, 1971, 1974, 1977, 1982, 1993, 1994, 2017, 2018, 2020, 2021, 2024, 2025
- Puchar FSHV: 2024
- Liga Gjergj Kastrioti: 2024, 2025
- Spartakiada Narodowa: 1959, 1974

## Udział w europejskich pucharach
| Sezon     | Rozgrywki                 | Osiągnięcie             |
| --------- | ------------------------- | ----------------------- |
| 1960/1961 | Puchar Europy             | 1/8 finału              |
| 1973/1974 | Puchar Europy             | 1/8 finału              |
| 1993/1994 | Puchar Zdobywców Pucharów | II runda kwalifikacyjna |
| 1994/1995 | Puchar Zdobywców Pucharów | II runda kwalifikacyjna |
| 1998/1999 | Puchar Zdobywców Pucharów | I runda kwalifikacyjna  |
| 1998/1999 | Puchar CEV                | II runda kwalifikacyjna |
| 2019/2020 | Puchar Challenge          | runda kwalifikacyjna    |
| Źródło:   |                           |                         |